# مقاطعة كرمنه
مقاطعة كرمنه هي مقاطعة في ولاية نواوي في أوزبكستان، ومركزها مدينة كرمنه.